# Plechelm z Roerdalenu
Svatý Plechelm, také Pleghelm, latinsky Plechelmus, (7. století – Gueltre, mezi 715/730 Sint Odilienberg,  Overijssel) byl irský mnich řádu benediktinů, misionář a biskup.

## Život a legenda
Plechelm byl irský benediktinský mnich. Společně s druhy Wirem z Roerdalenu a Otgerem se vydal do Říma na školení v misijní práci. Po návratu se s nimi stal misionářem v Northumbrii a v Nizozemsku. Ti tři společně (nebo se sv. Willebrordem?) založili kostel Sint-Odiliënberg, který je v současnosti zasvěcen třem evangelistům. Plechelm zemřel mezi léty 715 a 730 v Sint-Odiliënbergu nebo v Sint-Pietersbergu v Roermundu. Roku 950 jej papež Agapetus II. svatořečil a roku 954 utrechtský biskup Balderic dal jeho ostatky přenést do Oldenzaalu a postavit pro ně kostel.

## Úcta
Je uctíván jako patron provincie Overijssel a spolupatron Nizozemska. Jeho ostatky jsou uloženyː
- v oltáři baziliky sv. Plechelma v Oldenzaalu a v relikviářové bustě v tamním chrámovém pokladu.
- v relikviáři v kostele Sint-Odilienberg, přestavěném v románském slohu. Na relikviáři je vyobrazen papež (Jan VI. nebo Jan VII.), jak žehná misionářům Plechelmovi, Wirrovi a Otgerovi na misijní cestu do Nizozemí.

Dále mu jsou zasvěceny kostely ve městech  Overijssel a De Witte v Nizozemsku, oltář katedrály v Utrechtu a v Limburgu.
Nejstarší dochované vyobrazení sv. Plechelma je datováno listinou z roku 1244, na níž je Plechelm jako žehnající biskup s insigniemi na pečeti kapituly v Oldenzaaalu (ve tvaru zahroceného oválu).

## Galerie

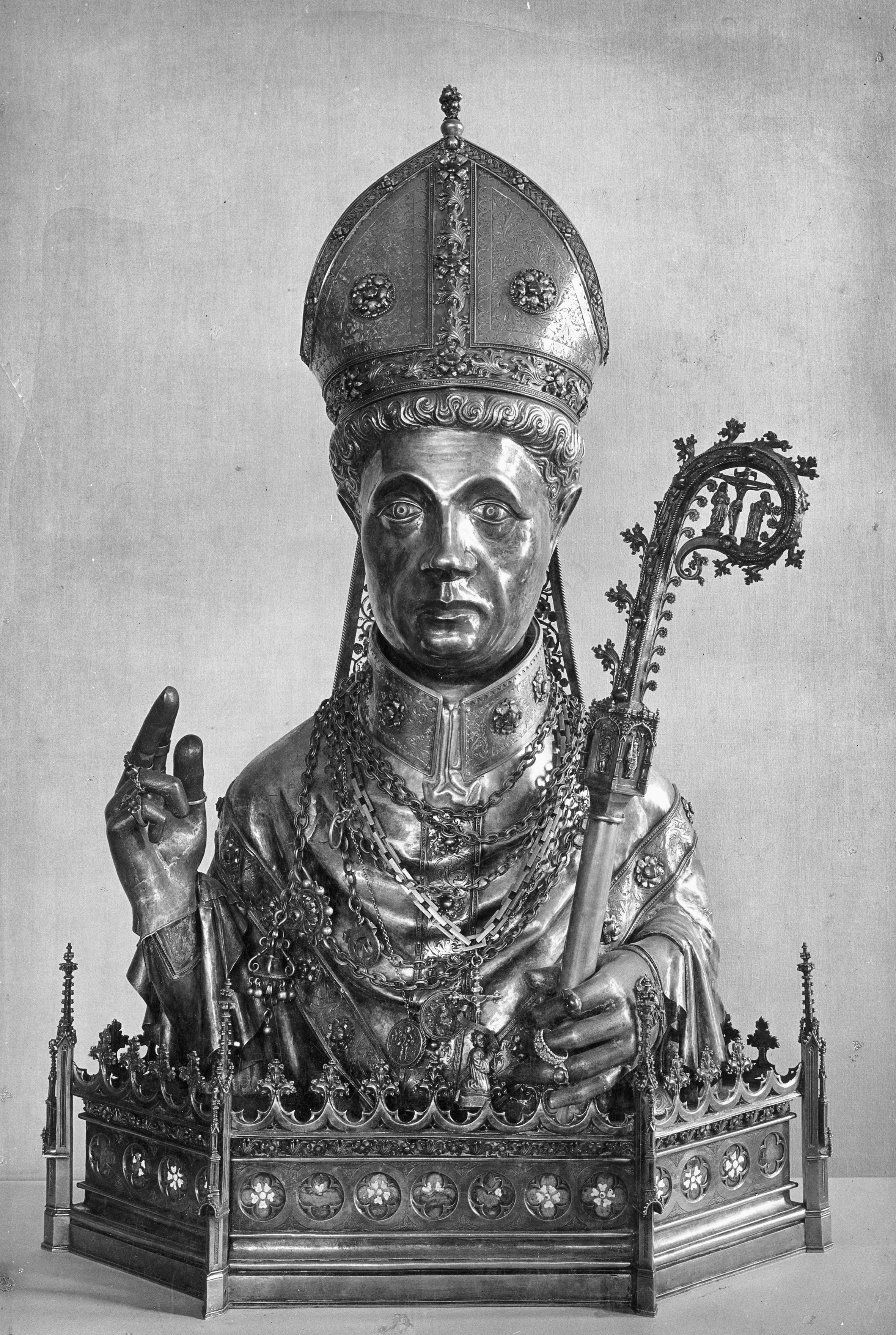
Relikviář v Oldenzaalu
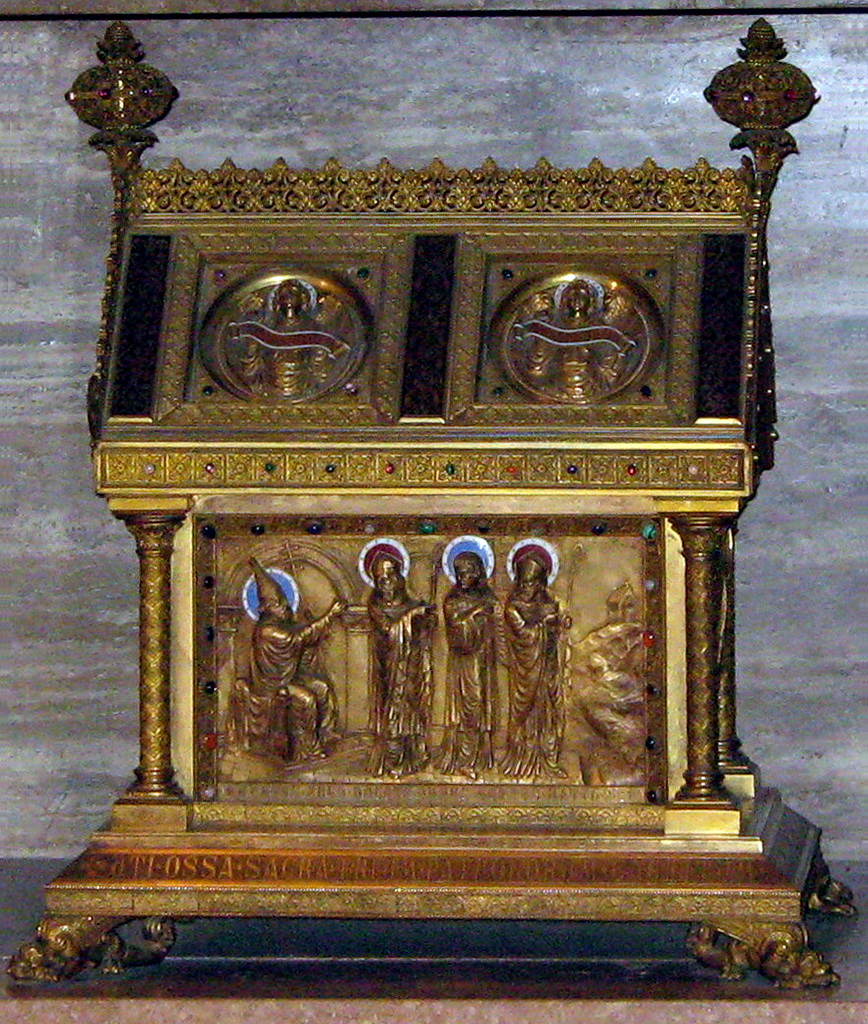
Relikviář v Odilienbergu
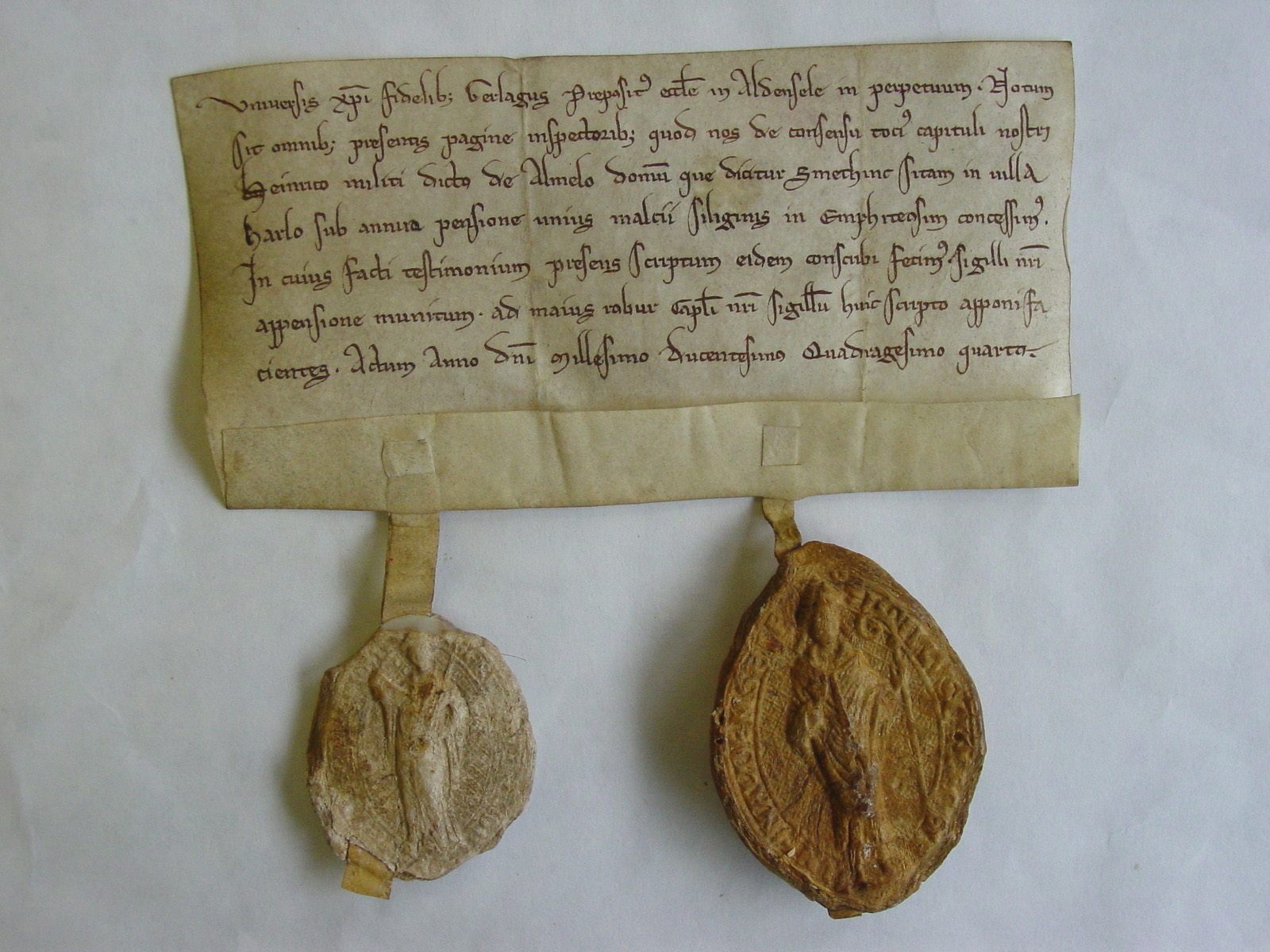
Sv. Plechelm na pečeti (vpravo) z roku 1244